# Église de la Transfiguration-du-Sauveur-sur-Néréditsa
L'église de la Transfiguration du Sauveur-sur-Néréditsa ou église du Sauveur de Néréditsa ou église du Sauveur sur la colline de Néréditsa (en russe : Це́рковь Спа́са на Нере́дице ou Спас на горе́ Нере́дице, Спас-Нере́дица) est une église orthodoxe dédiée à la Transfiguration, qui se situe à 1,5 km au sud de Veliki Novgorod, sur la rive droite de l'ancien cours d'un petit affluent de la Volkhov, tout près du centre archéologique de Riourik Gorodiche.

## Histoire
L'église est édifiée en une seule année vers l'an 1198, à la demande du prince de Novgorod, Iaroslav Vladimirovitch, en souvenir de ses deux fils décédés.
L'église est à une seule coupole, elle est de type cubique à quatre piliers et trois absides. Les absidioles latérales sont si basses qu'elles n'arrivent pas à mi)hauteur de l'abside centrale. Les fresques murales couvraient toute la surface des murs intérieurs et représentaient l'ensemble unique le plus important de Russie. Elles furent étudiées activement et décrites depuis le début du XXe siècle jusque dans les années 1930. Elles sont comparées, par Louis Réau, à l'ensemble des fresques du patrimoine mondial de l'UNESCO de l'abbaye de Saint-Savin-sur-Gartempe en Poitou en France qui sont de la même époque et que Réau estime en son temps, c'est-à-dire dans les années 1910, d'une qualité supérieure à celles de Néréditsa.
Des copies à l'aquarelle de ces fresques de Néréditsa sont réalisées en 1862 par le peintre Nikolaï Martynov (1842-1913) et sont exposées à l'Exposition universelle de 1867 à Paris où elles obtiennent une médaille de bronze.
Sur le monticule qui entoure l'église de la Transfiguration-du-Sauveur il existait un couvent qui dépendait du Monastère Saint-Georges de Iouriev.
Les fresques de Néréditsa sont les plus précieuses parmi les peintures murales de Novgorod du XIIe siècle. C'était un cycle absolument complet, achevé et en bon état. En 1903—1904 sous la direction de l'architecte Piotr Pokrychkine (ru) (1870-1922) sont menées les premières restaurations des fresques de l'église. Après la restauration, le peintre Nicolas Roerich, comme s'il avait eu une prémonition écrit en s'adressant aux artistes : « Dépêchez-vous, camarades, de dessiner, de sauver, de décrire la beauté de notre passé. Imperceptiblement leur fin approche. Capturez ces parcelles miraculeuses du passé pour les édifices futurs de la vie ! ».
Dès le début de la Seconde Guerre mondiale en Russie, ces merveilleuses fresques ont été détruites. « En reculant, l'armée russe a abandonné Novgorod et a renforcé la défense de Lipna, Nereditsa, Kirillov, Kovalevo, Volotovo, Volkhovtsa. L'affrontement entre les deux armées a duré deux ans, durant lesquels les édifices religieux situés sur la ligne de front ont dû être systématiquement exposés à des tirs d'artillerie. Une des premières église qui tomba fut Néréditsa en août 1941. Elle fut détruite plus qu'à moitié : n'a été sauvée que la partie du bâtiment qui s'est trouvée sous la coupole effondrée, les voûtes et les parties supérieures de murs. Toutes les peintures, à quelques exceptions près, sont détruites. Le village de Néréditsa est incendié. Le bourg et l'église de l'Annonciation sont complètement détruits ».
Il ne reste que des fragments isolés après l'écroulement de l'église. Dans l'abside centrale, par exemple, on voit encore les figures du registre supérieur du côté sud, trois figures du registre inférieur du côté nord et toutes les figures du côté sud. Les autres fragments sont isolés et portent des marques de coups et d'éraflures.
Huit ou dix maîtres ont travaillé à la création des fresques de Néréditsa . Olisseï Gretchine est parfois cité comme pouvant être un de ceux-ci.
Grâce aux descriptions, aux copies, aux photos réalisées et conservées avant la guerre, le matériel iconographique de l'église de la Transfiguration de Néréditsa reste un de ceux qui sont les plus utilisés pour étudier les fresques et faire des comparaisons avec des œuvres encore existantes. Les travaux ont commencé dès 1944 et se sont poursuivis durant les années 1956—1958. Ce qui a permis de réaliser la reconstitution et la restauration.
En 2001 des archéologues et des architectes ont organisé une campagne de fouille dans l'église. Parmi les multiples fragments, certains ont été retirés de sous le sol et datent de l'époque de la réalisation des fresques en 1199. La restauration complète de l'église a été achevée en 2004.

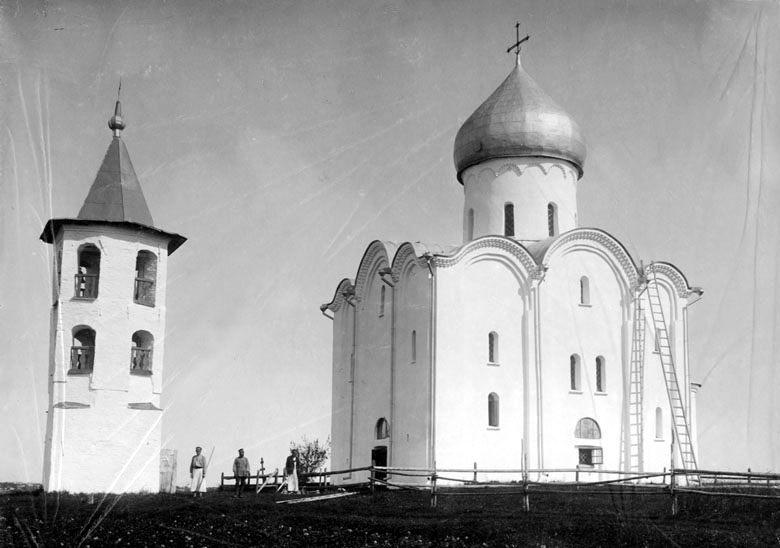
extérieur en 1900
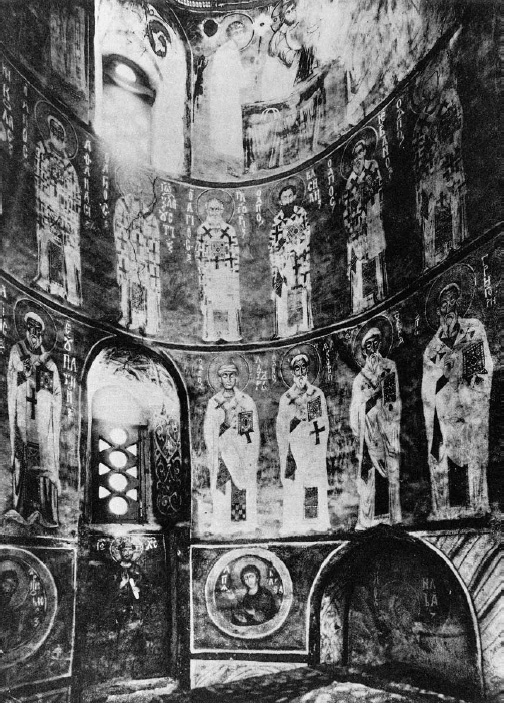
Intérieur de l'église avant les destructions de 1941.
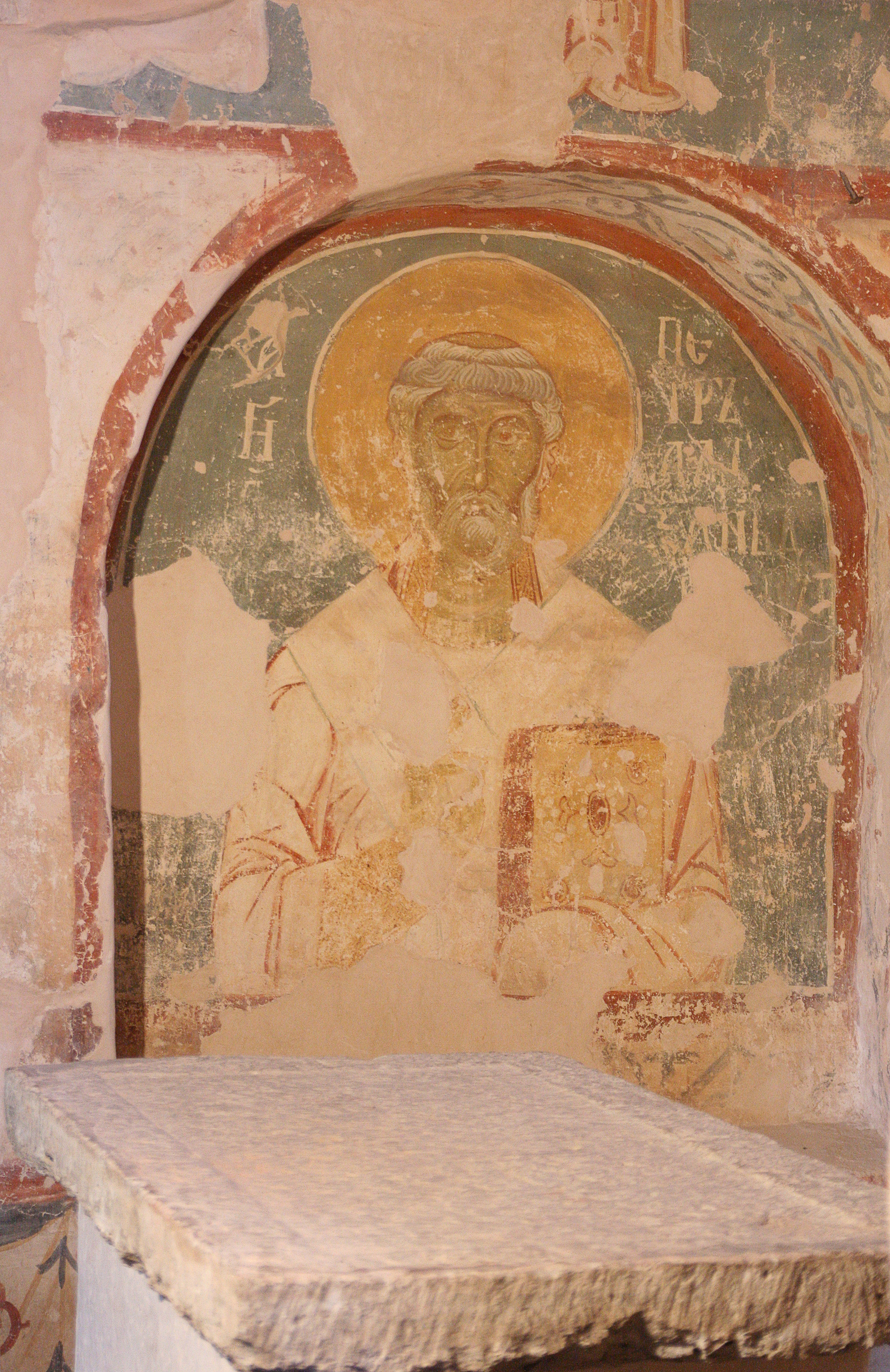
fresque subsistante

## Situation actuelle
L'église fait partie du patrimoine mondial de l'UNESCO depuis 1992 (sous le numéro de code 5310113002) , comme de nombreux édifices de la ville de Novgorod et des environs.
L'église n'est plus sauf exception utilisée pour le service du culte. Elle est devenue un musée.